# Vasile Predică
Vasile Predică (n. 4 ianuarie 1945) este un deputat român în legislatura 2000-2004, ales în județul Vâlcea pe listele partidului PRM dar în februarie 2002 a trecut la Partidul Umanist din România. În noiembrie 2002, Vasile Predică a devenit membru al Partidului Național Liberal. În cadrul activității sale parlamentare, Vasile Predică a fost membru în grupurile parlamenatre de prietenie cu Statul Israel și Regatul Hașemit al Iordanei. 

## Legături externe
- Vasile Predică Arhivat în 30 septembrie 2020, la Wayback Machine. la cdep.ro